# Profesionalen Futbolen Klub Ludogorec 1945
Il Profesionalen Futbolen Klub Ludogorec 1945 (in bulgaro Професионален Футболен Клуб Лудогорец 1945), meglio noto come Ludogorec (traslitterazione anglosassone: Ludogorets), è una società calcistica bulgara con sede nella città di Razgrad. Milita nella Părva liga, la massima divisione del campionato bulgaro di calcio, e disputa le partite interne nella Ludogorec Arena di Razgrad (10 422 posti).
Fondata nel 2001, ha esordito in massima serie nel 2011-2012, ottenendo in quella stagione un risultato storico: fu la prima squadra bulgara, seconda al mondo, a conseguire il treble vincendo campionato (da neopromossa, impresa riuscita prima di allora in Bulgaria solo al Liteks Loveč), coppa e supercoppa nazionale. Da allora si è affermata come una delle squadre egemoni del panorama nazionale, vincendo 14 campionati bulgari (tutti consecutivamente), quattro Coppe di Bulgaria e otto Supercoppe di Bulgaria.
Ha esordito nelle coppe europee prendendo parte alla UEFA Champions League 2012-2013. È stata la seconda squadra bulgara a qualificarsi per la fase a gironi della UEFA Champions League, nel 2014-2015, mentre nella stagione precedente aveva raggiunto gli ottavi di finale di Europa League.
La squadra riserve del club si chiama Ludogorec II ed è attiva dal 2015.

## Storia
Il primo club di Razgrad fu fondato nel 1945, alla fine della seconda guerra mondiale e agli albori del regime comunista. Il sodalizio non riscosse successi di rilievo, non sollevandosi mai dalle serie inferiori. Negli anni '90 del XX secolo assunse il nome di Antibiotic, ma le sue finanze peggiorarono irrimediabilmente, liquidando ogni attività fuori dal settore giovanile come Razgrad 2000.
Un nuovo club fu quindi fondato nel 2001 su iniziativa di Aleksandăr Aleksandrov e Vladimir Dimitrov e nel 2002 acquisì i ragazzi del Razgrad 2000. Nel 2005 il club riuscì ad approdare in terza divisione. Nel 2006 la società del Razgrad 2000 giunse al completo fallimento e fu dissolta. Il nuovo club ne poté dunque rilevarne pienamente i diritti e la storia e adottò il nome Profesionalen Futbolen Klub Ludogorec 1945, vecchio nome del Razgrad. La prima promozione nella massima divisione bulgara arrivò al termine della stagione 2010-2011, quando il club si piazzò primo nel girone est della seconda serie bulgara.
Il 16 maggio 2012 il club vinse il suo primo trofeo nazionale, la Coppa di Bulgaria, battendo il Lokomotiv Plovdiv in finale. Sempre nella stagione 2011-2012, alla sua prima annata in massima serie, il Ludogorec vinse contro tutti i pronostici il titolo, concludendo la stagione con un punto di vantaggio rispetto al CSKA Sofia grazie alla vittoria per 1-0 ottenuta contro quest'ultima all'ultima giornata. La vittoria permise alla squadra di Razgrad di sorpassare proprio il CSKA in classifica. L'11 luglio 2012 il Ludogorec completò il treble nazionale (impresa mai riuscita sino ad allora ad un club bulgaro) conquistando anche la Supercoppa di Bulgaria, vinta battendo per 3-1 il Lokomotiv Plovdiv. Grazie alla vittoria in campionato il Ludogorec partecipò alla UEFA Champions League 2012-2013, dove fu eliminato al secondo turno di qualificazione dai croati della Dinamo Zagabria. Nella stagione 2012-2013 la squadra vinse il suo secondo titolo nazionale.

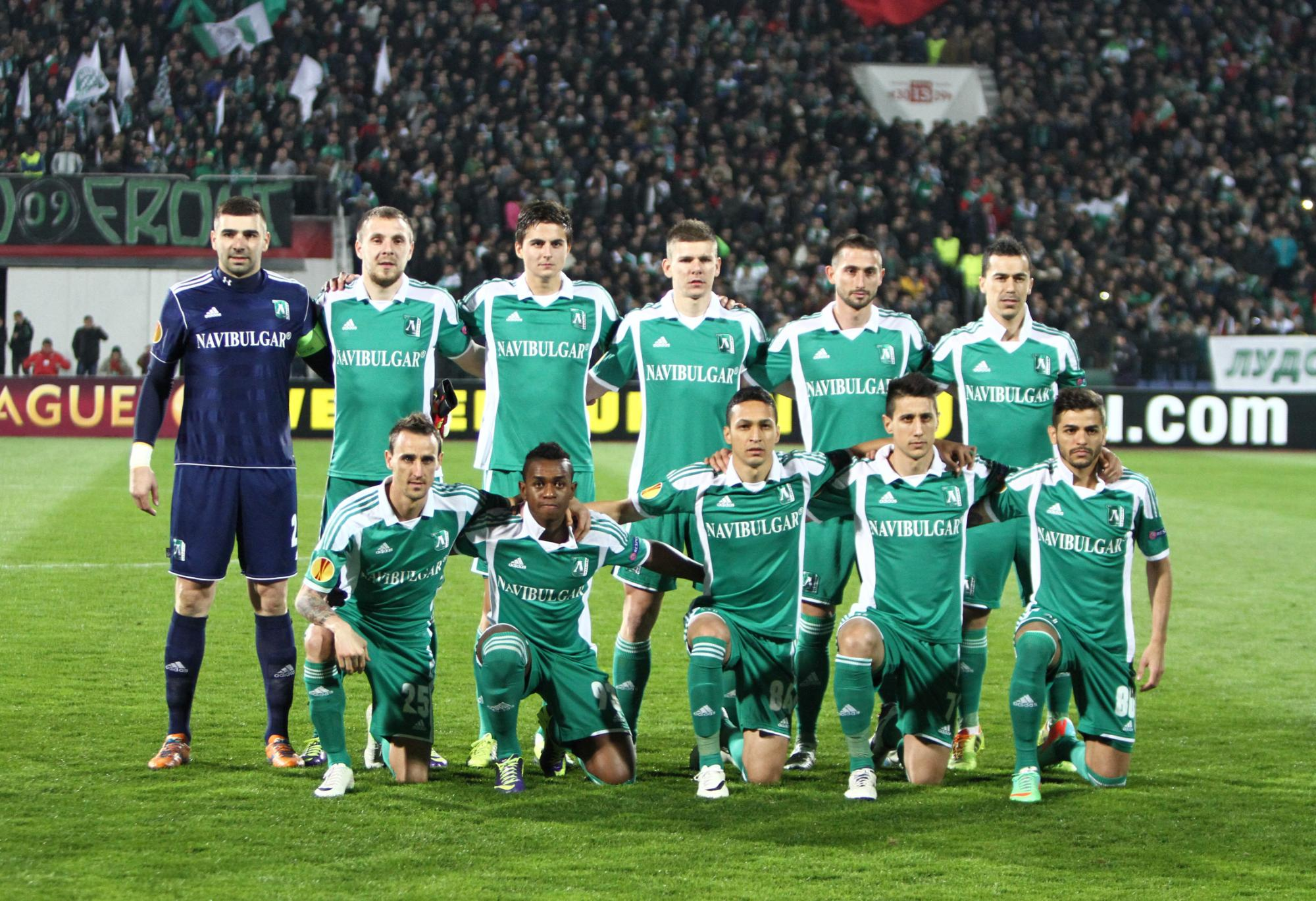
Il Ludogorets in Europa League nel 2013-2014

Nella stagione 2013-2014 partecipò nuovamente alla UEFA Champions League. Nel secondo turno preliminare eliminò gli slovacchi dello Slovan Bratislava (risultato complessivo 4-2) e nel terzo turno preliminare il Partizan Belgrado (risultato complessivo 3-1), vincendo anche in Serbia per 1-0, per poi essere eliminato dal Basilea nel play-off per l'accesso alla fase a gironi. Retrocesso nella fase a gironi di Europa League, concluse il proprio girone in prima posizione, con 16 punti e due vittorie ottenute in casa della Dinamo Zagabria e del PSV Eindhoven. Nei sedicesimi di finale eliminò la Lazio (0-1 all'Olimpico, 3-3 in Bulgaria). Nel turno di andata degli ottavi di finale il Lugodorets affrontò in casa il Valencia, dal quale fu sconfitto per 3-0 il 13 marzo 2014, prima di perdere per 1-0 la partita di ritorno, disputata il 20 marzo 2014 al Mestalla.
Nel 2014-2015 la squadra riuscì ad accedere alla fase a gironi di UEFA Champions League per la prima volta nella sua storia, anche grazie all'exploit del difensore Cosmin Moți che, a seguito dell'espulsione al 119º minuto di gioco del portiere della sua squadra Stojanov, si improvvisò portiere, parando due dei rigori finali e segnandone uno nel preliminare contro la Steaua Bucarest. Il club di Razgrad si aggiudicò il quarto titolo nazionale consecutivo, ma alla fine dell'annata lasciarono la squadra molti giocatori chiave. Anche il tecnico Georgi Dermendžiev fu sostituito dal portoghese Bruno Ribeiro.
La gestione di Ribeiro, iniziata nell'estate del 2015, fu brevissima: il portoghese rimediò tre sconfitte consecutive nelle prime tre partite ufficiali, tra cui quella in Supercoppa di Bulgaria e quelle, inaspettate, che costarono l'eliminazione al secondo turno preliminare di UEFA Champions League contro i moldavi del Milsami Orhei. All'esonero, giunto a soli due mesi dalla nomina, fece seguito l'ingaggio di Eduard Eranosyan, prima del ritorno di Georgi Dermendžiev, che assunse nuovamente le redini della squadra nel novembre 2015. La squadra bulgara si aggiudicò il quinto titolo nazionale consecutivo nel 2015-2016.

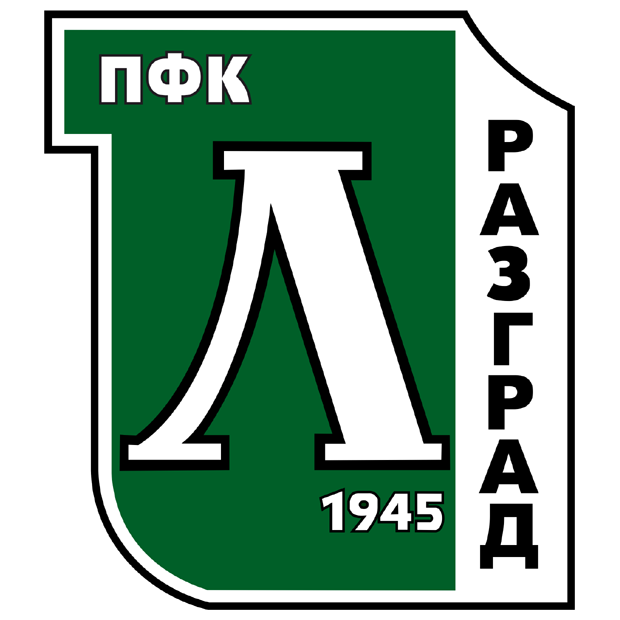
Stemma in uso fino al 2016

Nella stagione 2016-2017 il Ludogorec di Dermendžiev si qualificò alla fase a gironi della UEFA Champions League eliminando ai play-off il Viktoria Plzeň, grazie alla vittoria per 2-0 all'andata in casa e al pareggio per 2-2 al ritorno in trasferta. In precedenza aveva eliminato nel secondo turno preliminare i montenegrini del Budućnost vincendo per 2-0 in casa e 3-0 al ritorno. Nel terzo turno preliminare si impose ai supplementari sulla Stella Rossa, pareggiando per 2-2 all'andata a vincendo per 4-2 al ritorno. Giunto terzo nel girone di Champions (fatto ineguagliato nella storia del calcio bulgaro), ottenne un posto in Europa League, dove uscì ai sedicesimi contro il Copenaghen (1-2 in Bulgaria, 0-0 in Danimarca). Nella stessa annata vinse il suo sesto titolo nazionale, il sesto di fila.
Nell'agosto 2017 fu ingaggiato il tecnico Dimităr Dimitrov. La stagione 2017-2018 si concluse con il settimo titiolo nazionale, il settimo di fila. In Europa League, dopo l'eliminazione ai preliminari di UEFA Champions League, fu inserito in uno dei gironi più difficili, il girone C con İstanbul Başakşehir, Hoffenheim e Braga. Classificatosi secondo alle spalle del Braga grazie a ottimi risultati come la vittoria per 2-1 contro i tedeschi e la vittoria in trasferta per 2-0 contro il Braga, fu eliminato ai sedicesimi di finale dal Milan (vittorioso per 0-3 in trasferta e per 1-0 in casa). Il miglior marcatore stagionale del club fu Claudiu Keseru (26 gol).
La stagione 2018-2019, sotto la guida del brasiliano Paulo Autuori, iniziò con una vittoria per 1-0 (rete di Keseru) in Supercoppa di Bulgaria contro lo Slavia Sofia, che consentì al Ludogorec di ottenere il terzo successo nella competizione. Il 9 ottobre, dopo appena quattro mesi di gestione, Autuori annunciò la decisione di dimettersi per motivi personali. Il 20 ottobre il brasiliano, dopo aver guidato la squadra nell'ultimo match, lasciò il posto ad Antoni Zdravkov. Nel frattempo la compagine bulgara prese parte alle qualificazioni alla fase a gironi di UEFA Champions League, in cui eliminò i nordirlandesi del Crusaders, ma fu estromessa dagli ungheresi del Fehérvár, retrocedendo dunque ai preliminari di Europa League. Eliminati lo Zrinjski Mostar e la T'orp'edo Kutaisi, la squadra fu inserita nella fase a gironi, ma terminò il raggruppamento all'ultimo posto. Nel marzo 2019, dopo una serie di risultati negativi in campionato, Zdravkov fu rimpiazzato da Stoycho Stoev.
La stagione 2019-2020 iniziò bene per il Ludogorec, che, vincendo per 2-0 contro il Lokomotiv Plovdiv, mise in bacheca la Supercoppa di Bulgaria per la quarta volta. Alla fine di agosto Stoev lasciò il posto al traghettatore Stanislav Genčev, poi nominato vice di Pavel Vrba con decorrenza da gennaio 2020. La squadra si aggiudicò un altro titolo nazionale, il nono di fila, eguagliando in tal modo la striscia di nove vittorie ottenute dal CSKA Sofia tra gli anni '50 e '60. Nell'ottobre 2020 Vrba fu esonerato per lasciare il posto a Genčev, che guidò ad interim la squadra prima dell'ingaggio, a gennaio, di Valdas Dambrauskas, il quale guidò la squadra alla vittoria del decimo titolo di fila (record per il calcio bulgaro). I successi consecutivi in campionato sono saliti a 14 nel 2025, eguagliando il record nel calcio europeo detenuto dal Lincoln Red Imps in Gibilterra e dallo Skonto Riga in Lettonia, a una sola lunghezza dal record mondiale di campionati nazionali vinti consecutivamente detenuto dal Tafea in Vanuatu.

## Strutture

### Stadio

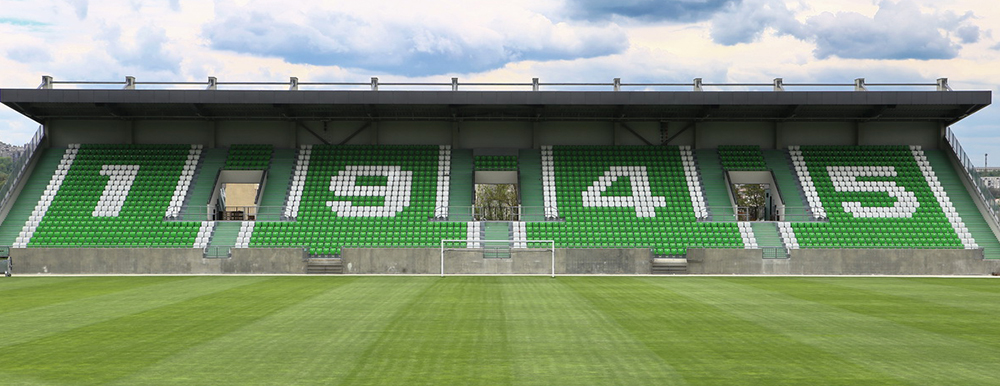
Tribuna della Ludogorec Arena

Il Ludogorec gioca le sue partite nella Ludogorec Arena, stadio inaugurato nel 2011. La capienza iniziale dell'impianto era di 8.800 spettatori, prima che nel 2014 fosse ristrutturato per ospitare i match del club nelle competizioni europee, arrivando alla capienza attuale di 12.500 spettatori. Oltre al Ludogorec vi gioca anche la nazionale bulgara Under-21. Il 23 marzo 2018 vi ha giocato in un'amichevole la nazionale maggiore della Bulgaria contro la Bosnia, partita persa dalla Bulgaria per 0-1.

## Palmarès

### Competizioni nazionali
- Campionato bulgaro: 14

2011-2012, 2012-2013, 2013-2014, 2014-2015, 2015-2016, 2016-2017, 2017-2018, 2018-2019, 2019-2020, 2020-2021, 2021-2022, 2022-2023, 2023-2024, 2024-2025
- Coppa di Bulgaria: 4

2011-2012, 2013-2014, 2022-2023, 2024-2025
- Supercoppa di Bulgaria: 8

2012, 2014, 2018, 2019, 2021, 2022, 2023, 2024

### Competizioni interprovinciali
- Vtora profesionalna futbolna liga: 1

girone est: 2010-2011

### Altri piazzamenti
- Coppa di Bulgaria:

Finalista: 2016-2017, 2023-2024
Semifinalista: 2014-2015, 2020-2021, 2021-2022
- Supercoppa di Bulgaria:

Finalista: 2013, 2015, 2017, 2020

## Allenatori

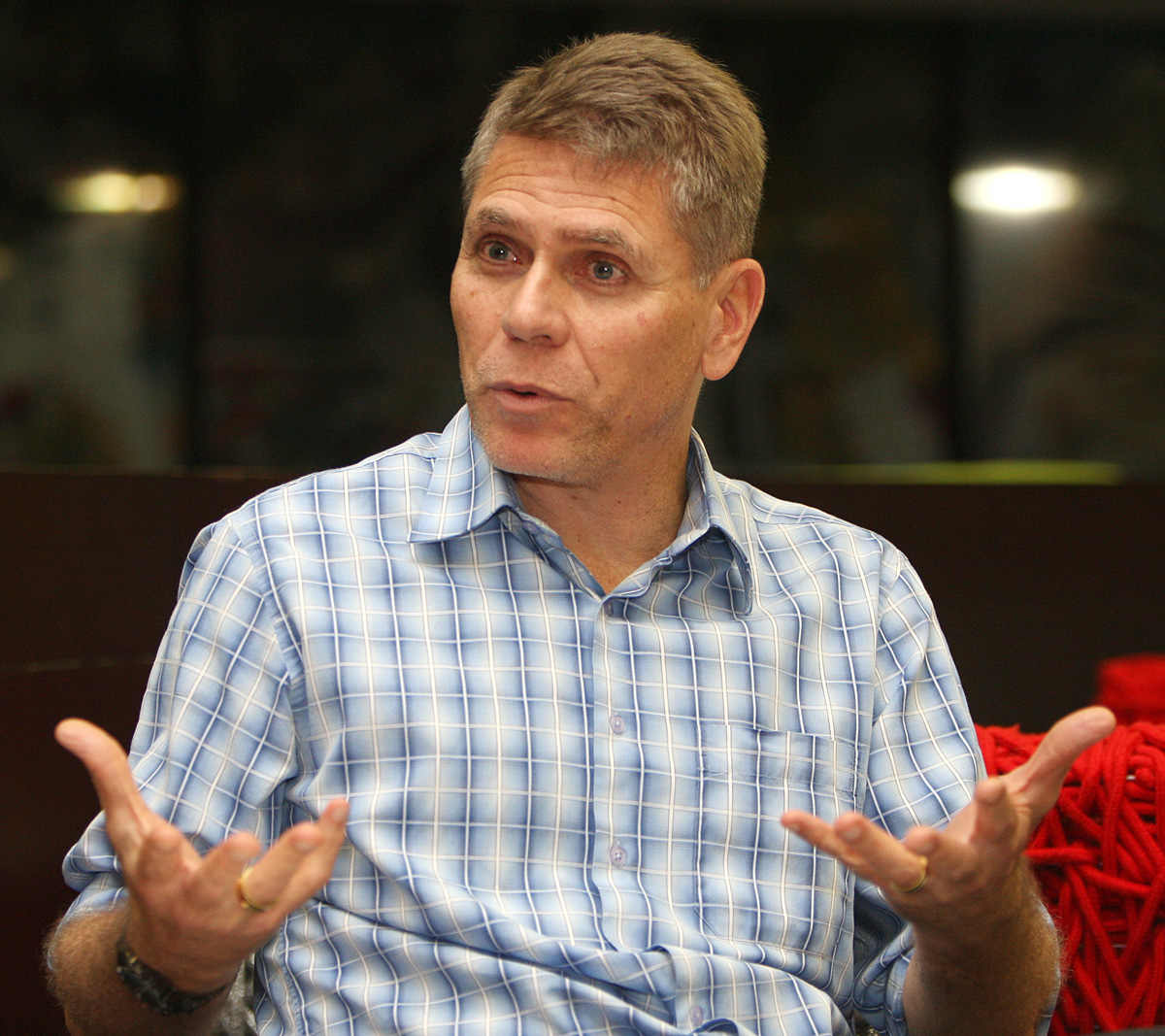
Paulo Autuori nel 2011

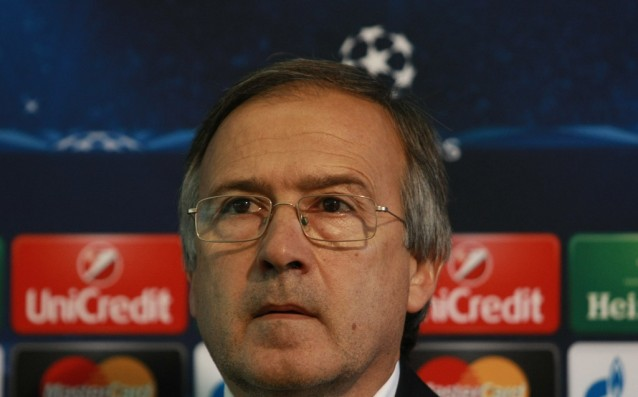
Georgi Dermendžiev

| Periodo   | Nome                          |
| --------- | ----------------------------- |
| 2001-2009 |                               |
| 2009-2010 | Rosen Marinov                 |
| 2010-2013 | Ivajlo Petev                  |
| 2013-2014 | Stoycho Stoev                 |
| 2014-2015 | Georgi Dermendžiev            |
| 2015      | Bruno Ribeiro                 |
| 2015      | Eduard Eranosyan              |
| 2015-2017 | Georgi Dermendžiev            |
| 2017-2018 | Dimităr Dimitrov              |
| 2018      | Paulo Autuori                 |
| 2018-2019 | Antoni Zdravkov               |
| 2019      | Stoycho Stoev                 |
| 2019      | Stanislav Genčev (ad interim) |
| 2020      | Pavel Vrba                    |
| 2020      | Stanislav Genčev (ad interim) |
| 2021      | Valdas Dambrauskas            |
| 2021-2022 | Stanislav Genčev (ad interim) |
| 2022-2023 | Ante Šimundža                 |
| 2023      | Ivajlo Petev                  |
| 2023-     | Georgi Dermendžiev            |

## Organico

### Rosa
Aggiornata al 3 agosto 2025
| N. |                        | Ruolo | Calciatore                 |
| -- | ---------------------- | ----- | -------------------------- |
| 1  | Paesi Bassi (bandiera) | P     | Sergio Padt                |
| 2  | Svezia (bandiera)      | D     | Joel Andersson             |
| 3  | Bulgaria (bandiera)    | D     | Anton Nedjalkov (capitano) |
| 4  | Brasile (bandiera)     | D     | Dinis Almeida              |
| 5  | Bulgaria (bandiera)    | D     | Georgi Terziev             |
| 8  | Francia (bandiera)     | A     | Mounir Chouiar             |
| 9  | Svizzera (bandiera)    | A     | Kwadwo Duah                |
| 11 | Brasile (bandiera)     | A     | Caio Vidal                 |
| 15 | Svezia (bandiera)      | D     | Edvin Kurtulus             |
| 17 | Spagna (bandiera)      | D     | Son                        |
| 18 | Bulgaria (bandiera)    | C     | Ivajlo Čočev               |
| 20 | Guinea (bandiera)      | C     | Aguibou Camara             |
| 23 | Paesi Bassi (bandiera) | C     | Deroy Duarte               |
| 24 | Benin (bandiera)       | D     | Olivier Verdon             |

| N. |                           | Ruolo | Calciatore          |
| -- | ------------------------- | ----- | ------------------- |
| 25 | Colombia (bandiera)       | A     | Emerson Rodríguez   |
| 26 | Rep. Ceca (bandiera)      | C     | Filip Kaloč         |
| 29 | Costa d'Avorio (bandiera) | A     | Eric Bile           |
| 30 | Brasile (bandiera)        | C     | Pedro Naressi       |
| 37 | Ghana (bandiera)          | A     | Bernard Tekpetey    |
| 39 | Germania (bandiera)       | P     | Hendrik Bonmann     |
| 55 | Brasile (bandiera)        | D     | Pedro Henrique      |
| 67 | Bulgaria (bandiera)       | P     | Damjan Hristov      |
| 77 | Brasile (bandiera)        | A     | Erick Marcus        |
| 82 | Bulgaria (bandiera)       | C     | Ivan Jordanov       |
| 99 | Bulgaria (bandiera)       | A     | Stanislav Ivanov    |
|    | Spagna (bandiera)         | D     | Pipa                |
|    | Gambia (bandiera)         | D     | Noah Sonko Sundberg |

## Record individuali
Dati aggiornati al 21 luglio 2021
| Pos. | Nome             | Periodo   | Presenze |
| ---- | ---------------- | --------- | -------- |
| 1    | Svetoslav Djakov | 2011-2021 | 247      |
| 2    | Marcelinho       | 2011-2020 | 237      |
| 3    | Cosmin Moți      | 2012-2021 | 192      |
| 4    | Wanderson        | 2014-     | 174      |
| 5    | Claudiu Keșerü   | 2015-     | 169      |
| 6    | Anicet Abel      | 2014-2021 | 150      |
| 7    | Virgil Misidjan  | 2013-2018 | 132      |
| 8    | Juninho Quixadá  | 2011-2018 | 132      |
| 8    | Jordan Minev     | 2011-2017 | 122      |
| 10   | Cicinho          | 2015-     | 122      |

| Pos. | Nome            | Periodo   | Reti |
| ---- | --------------- | --------- | ---- |
| 1    | Claudiu Keșerü  | 2015-     | 113  |
| 2    | Marcelinho      | 2011-2020 | 76   |
| 3    | Wanderson       | 2014-     | 52   |
| 4    | Virgil Misidjan | 2013-2018 | 35   |
| 5    | Juninho Quixadá | 2011-2018 | 34   |
| 6    | Cosmin Moți     | 2012-2021 | 26   |
| 7    | Ivan Stojanov   | 2011-2013 | 25   |
| 8    | Jakub Świerczok | 2018-2021 | 24   |
| 9    | Roman Bezjak    | 2012-2015 | 20   |
| 10   | Emil Gărgorov   | 2011-2013 | 19   |

- I calciatori in grassetto sono ancora attivi con il Ludogorec.

Dati aggiornati al 21 luglio 2021.
| Pos. | Nome               | Periodo   | Presenze |
| ---- | ------------------ | --------- | -------- |
| 1    | Cosmin Moți        | 2012-2021 | 81       |
| 2    | Marcelinho         | 2011-2020 | 80       |
| 3    | Svetoslav Djakov   | 2011-2021 | 78       |
| 4    | Wanderson          | 2014-     | 66       |
| 5    | Claudiu Keșerü     | 2015-     | 57       |
| 6    | Anicet Abel        | 2014-2021 | 53       |
| 7    | Virgil Misidjan    | 2013-2018 | 51       |
| 8    | Cicinho            | 2015-     | 47       |
| 9    | Vladislav Stojanov | 2013-2021 | 42       |
| 10   | Jody Lukoki        | 2015-2021 | 41       |

| Pos. | Nome            | Periodo   | Reti |
| ---- | --------------- | --------- | ---- |
| 1    | Claudiu Keșerü  | 2015-     | 16   |
| 2    | Marcelinho      | 2011-2020 | 15   |
| 3    | Wanderson       | 2014-     | 14   |
| 4    | Jody Lukoki     | 2015-2021 | 10   |
| 4    | Jakub Świerczok | 2018-2021 | 10   |
| 6    | Roman Bezjak    | 2012-2015 | 8    |
| 7    | Virgil Misidjan | 2013-2018 | 7    |
| 8    | Daniel Abalo    | 2013-2015 | 6    |
| 8    | Cosmin Moți     | 2012-2021 | 6    |
| 10   | Elvis Manu      | 2020-     | 5    |

- I calciatori in grassetto sono ancora attivi con il Ludogorec.
- Include presenze in UEFA Champions League e UEFA Europa League.